# Джо Гаршбарґер
Джо Гаршбарґер (англ. Jo Harshbarger, 17 листопада 1956) — американська плавчиня.
Учасниця Олімпійських Ігор 1972 року.
Призерка Чемпіонату світу з водних видів спорту 1973 року.